# Гурский, Георгий Валерианович
Гео́ргий Валериа́нович Гу́рский (2 марта 1938 — 9 февраля 2023) — советский и российский биофизик, член-корреспондент РАН (2003).

## Биография
Родился 2 марта 1938 года.
В 1961 году окончил физический факультет МГУ.
С 1961 по 1962 годы — лаборант Института биологии Уральского филиала Академии наук.
С 1964 года работал в Институте молекулярной биологии имени В. А. Энгельгардта РАН (ИМБ РАН). Ученик Н. В. Тимофеева-Ресовского.
В 1992 году защитил докторскую диссертацию.
С 1993 года — заведующий лабораторией ДНК-белковых взаимодействий ИМБ РАН.
В 1997 году присвоено учёное звание профессора.
В 2003 году был избран членом-корреспондентом РАН.
Скончался 9 февраля 2023 года. Похоронен в Москве на Ваганьковском кладбище (колумбарий, секция 73В).

## Научная деятельность
Вел исследования термодинамических и стереохимических аспектов взаимодействия с нуклеиновыми кислотами регуляторных белков и антибиотиков ДНК-направленного действия.
Основные работы связаны с конструированием низкомолекулярных ДНК-связывающих соединений ненуклеотидной природы, способных узнавать заданные нуклеотидные последовательности ДНК и ингибировать активность ключевых ДНК-связывающих белков.
Являлся членом учёного совета Института молекулярной биологии им. В. А. Энгельгардта РАН, член диссертационного совета при физическом факультете МГУ.

## Награды
- Премии Президиумов Академии наук СССР и ГДР (1986) за исследования механизмов взаимодействия с ДНК антибиотиков антрациклинового и нетропсинового классов[1]